# Olga Szőnyi
Olga Szőnyi est une chanteuse lyrique hongroise (mezzo-soprano), née le 2 juillet 1933 à Budapest (Hongrie), et morte dans cette ville le 22 janvier 2013.

## Biographie
Elle a fait ses débuts sur scène dans le rôle de la princesse Eboli, dans Don Carlos de Verdi en 1954.

## Enregistrements
- Le Château de Barbe-Bleue de Béla Bartók, Orchestre symphonique de Londres, Mihály Székely (Barbe-Bleue), Olga Szőnyi (Judith), direction : Antal Doráti (1962, Philips LP 838 403 AY)